# Kool Moe Dee
Mohandas Dewese (ur. 8 sierpnia 1962 w Nowym Jorku) – amerykański raper lepiej znany pod pseudonimem Kool Moe Dee, jeden z pionierów gatunku hip-hop. Był jednym z pierwszych raperów, który zdobyli Nagrodę Grammy oraz pierwszym, który wystąpił podczas ceremonii rozdania.

## Życiorys

### Początek kariery
Kiedy Dewese uczęszczał do liceum razem ze swoimi kolegami Special K, DJ Easy Lee oraz L.A. Sunshine założył grupę Treacherous Three, która występowała na miejscowych imprezach. Grupa zadebiutowała wydanym w 1980 roku nakładem wytwórni Enjoy Records singlem "The New Rap Language". Zespół był jednym z pierwszych, który przykładał dużą wagę do technicznego pisania tekstów.
W grudniu 1981 roku doszło do jednego z największych rapowych pojedynków między Kool Moe Dee a Busy Bee Starskim. Podczas jednej z imprez organizowanych w tamtym czasie na Harlemie odbywał się konkurs pojedynków freestyleowych, w których udział brał Busy Bee. Podczas jednej z takich walk, ktoś z tłumu krzyknął "Masz szczęście, że nie startuje z tobą Kool Moe Dee", wtedy raper zdenerwował się i zaczął obrażać Dewesea. Kool Moe Dee nie chcąc zostać dłużny wszedł na scenę i rozpoczął walkę na rymy. W późniejszym wywiadzie raper powiedział:

Najbardziej szaloną rzeczą z tego wszystkiego jest to, że nigdy z nim nie miałem żadnego problemu. W zasadzie on i Spoonie G byli naprawdę spoko podczas wspólnego nagrywania. On i L.A. Sunshine również współpracowali ze sobą, więc to, że są równymi gośćmi tylko nas umacniało przed tą bitwą.

Cała walka uznawana jest za przełomowy moment w historii całej kultury hip-hopowej oraz kluczowy moment bitew freestyleowych. Inny amerykański raper KRS-One powiedział o tym zdarzeniu:

To jest ta zmiana warty. Jeśli Kool Moe Dee przegrałby tę bitwę nic z tego co mówimy dzisiaj, nie byłoby powiedziane. To jak mówimy, nic, to by po prostu nie istniało. Wszyscy musielibyśmy dzisiaj zaczynać rym od: Bom didi bom di beng di beng dibi dibi.

W 1981 roku Treacherous Three podpisao kontrakt z Sugar Hill Records razem z takim grupą jak Grandmaster Flash and the Furious Five. W 1984 roku wystąpił razem ze swoim zespołem w filmie Rytm ulicy w reżyserii Stana Lathana. Był to pierwszy film poświęcony kulturze hip-hopowej. W tym samym roku grupa wydała swój debiutancki długogrający album zatytułowany po prostu The Treacherous Three.

### Kariera solowa
W 1985 roku po rozpadzie The Treacherous Three, oraz po ukończeniu studiów Kool Moe Dee postanowił rozpocząć karierę solową. W 1986 roku ukazała się pierwsza solowa płyta zatytułowana Kool Moe Dee, która zadebiutowała na 86. miejscu notowania Billboard 200 oraz 23. miejscu listy Top R&B/Hip-Hop Albums. Płyta została dobrze przyjęta zarówno przez fanów jak i krytyków muzycznych. Drugie wydawnictwo How Ya Like Me Now, które zostało wydane rok po debiutanckim albumie było najbardziej udaną płytą w całej dyskografii artysty, uplasowawszy się na 35. miejscu Billboard 200 i 4. miejscu Top R&B/Hip-Hop Albums. Płyta według Recording Industry Association of America uzyskała status platynowej. Kolejny album Knowledge Is King ukazał się w 1989 roku i pomimo wyższych notowań płyta uzyskała tylko status złotej. W tym samym roku Kool Moe Dee wystąpił gościnnie na albumie Quincy Jonesa, Back on the Block obok takich raperów jak Melle Mel, Big Daddy Kane oraz Ice T. Płyta ta w 1991 roku zdobyła Nagrodę Grammy w kategorii Album of the Year, a Kool Moe Dee zdobył nagrodę Grammy w kategorii Nagroda Grammy w kategorii Best Rap Performance by a Duo or Group za utwór Back on the Block.
Czwarty album Funke, Funke Wisdom ukazał się w 1991 roku i zadebiutował na 72. miejscu notowania Billboard 200 oraz 19. Top R&B/Hip-Hop Albums. Na albumie pojawili się Chuck D z grupy Public Enemy oraz KRS-One. Ostatni album rapera Interlude  ukazał się w 1994 roku lecz został słabo przyjęty przez krytyków.

## Dyskografia

### Albumy solowe
| Rok  | Tytuł               | Notowanie | Notowanie | Certyfikat (RIAA) |
| Rok  | Tytuł               | USA 200   | USA R&B   | Certyfikat (RIAA) |
| ---- | ------------------- | --------- | --------- | ----------------- |
| 1986 | Kool Moe Dee        | 83        | 23        |                   |
| 1987 | How Ya Like Me Now  | 35        | 4         | - Platynowa       |
| 1989 | Knowledge Is King   | 25        | 2         | - Złota           |
| 1991 | Funke, Funke Wisdom | 72        | 19        |                   |
| 1994 | Interlude           | —         | —         |                   |